# Gottlieb von Greyerz
Gottlieb vor Greyerz (Bern, 29 maart 1778 – aldaar, 16 mei 1855) was een boswachter en houtvester uit de Zwitserse Confederatie en was een bosbouwkundige in dienst van de Koninklijke Bosbouw van het koninkrijk Beieren.

## Levensloop
Zijn ouders waren dominee Gottlieb Emanuel Daniel von Greyerz en Henriette Maria Anna Morell. Omwille van de onzekere politieke situatie in het kanton Bern onderbrak Greyerz de studies administratief recht. In 1797 sloot hij zich bij aan bij het Franse leger en vocht in de Eerste Coalitieoorlog met de graad van luitenant. Hij werd gewond en zocht tevergeefs werk in Bern.
Vandaar emigreerde Greyerz naar Heidelberg (1798) en nadien naar Göttingen (1800), waar hij het vak leerde van boswachter en houtvester. Hij werkte in verschillende bosrijke gebieden zoals in de Harz (1801), zonder enige benoeming. 
Greyerz kreeg werk in 1804 als bosinspecteur in Steffenried, nabij Günzburg, in het koninkrijk Beieren. In deze periode huwde hij met Clara Forster, dochter van de natuurvorser Johann Forster. Hij onderbrak zijn werk in Steffenried in de jaren 1809-1810 om te vechten in de Beierse Woudschutterscompagnie tegen de opstandige Tirolers.
In 1810 werd Greyerz benoemd tot hoofdboswachter in Augsburg, nog steeds in dienst van de Koninklijke Bosbouw van Beieren. Erna was hij in Bayreuth hoofdboswachter (1829-1842). Hij legde zich toe op de studie van bosaanplantingen en de noodzaak van het kappen en herplanten van bomen.
Na zijn pensionering (1842) keerde hij terug naar zijn geboortestad Bern. Het kanton Bern liet hem nog taken uitvoeren zoals het beheer van de dreven in de omgeving van het Meer van Brienz en het Meer van Thun. Greyerz publiceerde in de Allgemeine Forst- und Jagdzeitung alsook in Schultes‘ Taschenbuch. Hierin pende hij zijn ervaringen neer met het rooien van bomen en ze vervangen door verwante boomsoorten te kweken, alsook met het experimenteren met exotische houtachtige gewassen. 
In 1843 stichtte hij samen met Karl Albrecht Kasthofer de Zwitserse vereniging van bosbouwers: de Schweizerischer Forstverein.